# Befale
Befale este un oraș în  provincia Équateur, Republica Democrată Congo. În 2012 avea o populație de 3 879 de locuitori, iar în 2004 avea 3 218.